# Argyresthia bonnetella
Argyresthia bonnetella — вид лускокрилих комах родини аргірестіїд (Argyresthiidae).

## Поширення

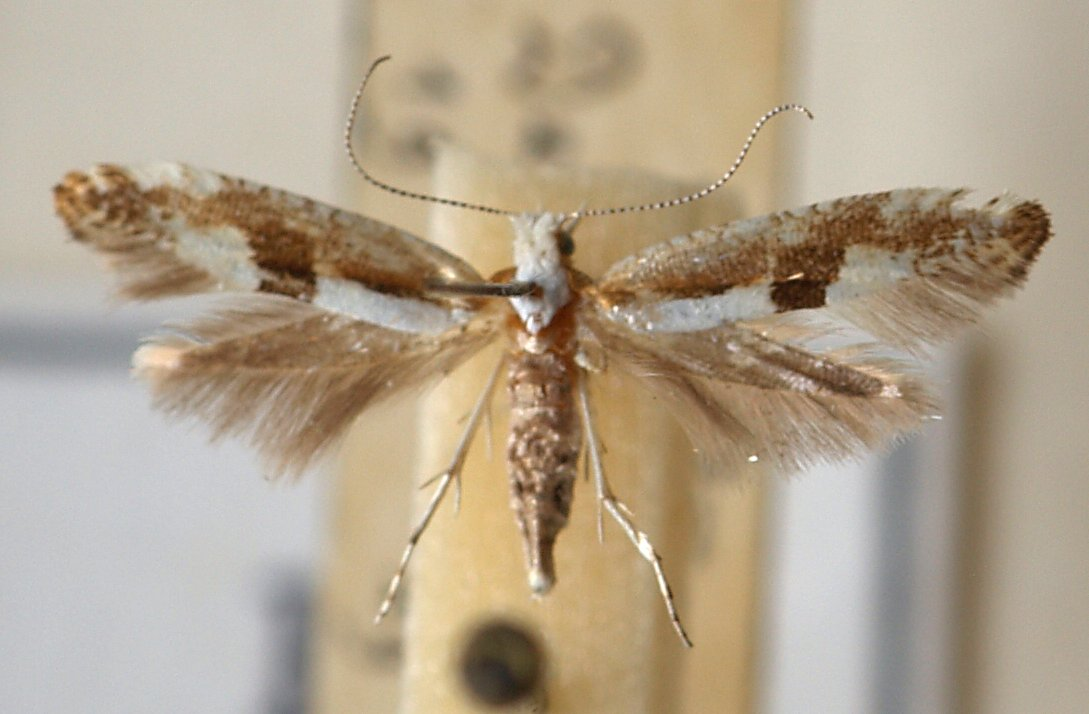

Вид поширений в Європі.

## Опис
Росмах крил 9-11 мм.

## Спосіб життя
Метелики літають з червня по вересень. Активні вночі. Гусениці живляться листям глоду (Crataegus).